# 一周不死，全额退款
《一周不死，全额退款》（英語：Dead in a Week or Your Money Back）是2018年的英国喜劇电影，由阿奈林·巴纳德、芙蕾雅·梅佛、汤姆·威尔金森等主演。讲述了一对几次自杀未遂的小伙子碰到一个需要完成杀人任务的杀手，二人签订协议后小伙子却中途后悔的故事。